# Cantone di Le Val de Thouet
Il Cantone di Le Val de Thouet è una divisione amministrativa dell'arrondissement di Bressuire e dell'arrondissement di Parthenay.
È stato costituito a seguito della riforma approvata con decreto del 18 febbraio 2014, che ha avuto attuazione dopo le elezioni dipartimentali del 2015.

## Composizione
Comprende i 35 comuni di:
- Airvault
- Argenton-l'Église
- Assais-les-Jumeaux
- Availles-Thouarsais
- Bouillé-Loretz
- Bouillé-Saint-Paul
- Boussais
- Brie
- Brion-près-Thouet
- Cersay
- Le Chillou
- Coulonges-Thouarsais
- Glénay
- Irais
- Louin
- Luché-Thouarsais
- Luzay
- Maisontiers
- Marnes
- Massais
- Oiron
- Pas-de-Jeu
- Pierrefitte
- Saint-Cyr-la-Lande
- Saint-Généroux
- Saint-Jouin-de-Marnes
- Saint-Léger-de-Montbrun
- Saint-Loup-Lamairé
- Saint-Martin-de-Mâcon
- Saint-Martin-de-Sanzay
- Saint-Varent
- Sainte-Gemme
- Taizé
- Tessonnière
- Tourtenay